# العصر الجليدي: الذوبان
العصر الجليدي: الذوبان (بالإنجليزية: Ice Age: The Meltdown) فيلم فنتازيا أُصدر في الولايات المتحدة في العام 2006. يعد هذا الفيلم هو الجزء الثاني من سلسلة أفلام العصر الجليدي.

## طاقم التمثيل
- راي رومانو
- جون ليجويزامو
- شون ويليام سكوت
- كوين لطيفة

## القصة
تدور القصة حول أن السد الجليدي قد بدأ في الانصهار وقد حذر الفيل «ماني» جميع الحيوانات ولكنها قد أبت معتقدين أن «ماني» قد بدأ يهلوس، ويلتقي أبطال الفيلم الفيلة «إلي» وأخويها الأبوسوم وهي تعتقد أنها أبوسوم مثل أخويها.

## الميزانية والإيرادات
بلغت تكلفة إنتاج الفيلم حوالي 80 مليون دولار بينما حقق أرباحاً تقدر بـ 655,385,000 دولار.

## وصلات خارجية
- العصر الجليدي: الذوبان على موقع IMDb (الإنجليزية)
- العصر الجليدي: الذوبان على موقع ميتاكريتيك (الإنجليزية)
- العصر الجليدي: الذوبان على موقع روتن توميتوز (الإنجليزية)
- العصر الجليدي: الذوبان على موقع نتفليكس (الإنجليزية)
- العصر الجليدي: الذوبان على موقع ألو سيني (الفرنسية)
- العصر الجليدي: الذوبان على موقع Turner Classic Movies (الإنجليزية)
- العصر الجليدي: الذوبان على موقع أول موفي (الإنجليزية)
- العصر الجليدي: الذوبان على موقع بوكس أوفيس موجو (الإنجليزية)
- العصر الجليدي: الذوبان على موقع فيلمافينيتي (الإسبانية)
- العصر الجليدي: الذوبان على موقع قاعدة بيانات الأفلام السويدية (السويدية)